# Anaea titan
Anaea titan är en fjärilsart som beskrevs av Felder 1866. Anaea titan ingår i släktet Anaea och familjen praktfjärilar. Inga underarter finns listade i Catalogue of Life.